# Euplexia plumbeola
Euplexia plumbeola är en fjärilsart som beskrevs av George Francis Hampson 1894. Euplexia plumbeola ingår i släktet Euplexia och familjen nattflyn. Inga underarter finns listade i Catalogue of Life.